# Matthew Bingley
Matthew Bingley (Sydney, 16 augustus 1971) is een voormalig Australisch voetballer.

## Interlandcarrière
Matthew Bingley debuteerde in 1993 in het Australisch nationaal elftal en speelde 14 interlands, waarin hij 5 keer scoorde.